# Переславль-Залєське князівство
Переславль-Залєське князівство, Переяславське князівство — північно-східне руське князівство, що існувало від 1175 до 1302 року з центром у місті Переславль-Залєський.

## Історія

### 1-ше Переяславльське князівство 1175—1176 років
Після перемоги Михайла і Всеволода Юрійовичів над своїми племінниками Мстиславом і Ярополком Ростиславичами 15 червня 1175 року брати поділили свої володіння на дві частини: князівство Владимирське Михайла, і князівство Переяславське Всеволода. Володіння Всеволода займали верхів'я Волги від сучасного Зубцова до Ярославля, головна частина була на правобережжі Волги, на півдні до Оки; до складу князівства входили міста: Твер, Кснятин, Ярославль, Ростов, Москва та інші. Після смерті Михайла в 1176 році Всеволод закнязював у Владимирі.

### 2-ге Переяславльське князівство 1207—1302
В 1207 році він посадив у Переяславі свого сина Ярослава. Переяславльське князівство знову виділилося в уділ після смерті Всеволода, але включало до свого складу Твер і Дмитров.
В 1238 році Ярослав перебував у Києві, проте Переяславль і Твер самостійно вчинили монголам запеклий опір. Переяславль був узятий монгольськими царевичами спільно за 5 днів. Стільки ж пручалася Твер, в якій був убитий один з синів Ярослава, ім'я якого не збереглося. Незабаром Переяславль було відновлено. Після смерті Ярослава Всеволодовича Тверське князівство відокремилося від Переславльського князівства по лінії нащадків його сина Ярослава.
В 1262 році у Великому Владимирському князівстві а також у Переяславлі, відбулося повстання населення проти монголо-татарського ярма. Щоб запобігти каральному походу, великий князь Володимирський Олександр Невський вирушив в Золоту Орду, по дорозі звідки помер в 1263 році. Переяславльське князівство було передано його синові Дмитру Олександровичу, який їм правив до 1294 року. В 1274 році Дмитро Олександрович став великим князем Владимирським, залишившись при цьому у Переяславі. Це був час найбільшого розквіту Переяславльського князівства. Ядром його були землі навколо Плєщеєва озера. Князівство межувало з Московським, Дмитровським і Тверським на заході і північному заході, з Ростовським, Юр'їв-Польським і Владимирським князівствами на сході, південному сході і північному сході.
В 1302 році помер останній Переяславль-Залеський князь Іван Дмитрович, котрий не залишив прямих спадкоємців, і князівство за його заповітом перейшло до його дядька, першого московського князя Данила Олександровича. Після затвердження великим князем Владимирським Михайла Ярославовича Тверського Переяславльське князівство повернулося до складу великого князівства Владимирського.

### У складі Московського князівства
У складі Великого князівства Владимирського Переяславське князівство потрапило у власність Московського князівства в 1333 — 1363 роках. Вперше Переяславль згадується у заповіті Дмитра Донського (1389). З того часу місто Переяславль керувалося московськими намісниками; іноді видавалося в кормління прийшлим князям (наприклад, Дмитру Ольгердовичу в 1379 — 1380 роках, Свидригайлу Ольгердовичу в 1408 році).

## Князі
- Всеволод Велике Гніздо (1175–1176)
- Ярослав Всеволодович (1212–1246)
- Олександр Невський (1246–1263)
- Дмитро Олександрович (1263–1293, 1294)
- Андрій Олександрович (1293)
- Федір Ростиславич Чорний (1293–1294)
- Іван Дмитрович (1294–1302)